# Cicurina obscura
Cicurina obscura là một loài nhện trong họ Dictynidae.
Loài này thuộc chi Cicurina. Cicurina obscura được Willis J. Gertsch miêu tả năm 1992.